# Burqin (Altái)
Burqin (en mongol: Бурчин, romanizado: Burchin, lit. 'pastoreo de camellos'; en chino, 布尔津; pinyin, Bù'r jīn) es un condado bajo la administración directa de la Prefectura Altái en la Región autónoma de Sinkiang, República Popular China. Su área es de 10 344 km² y su población total para 2010 superó los 66 mil habitantes.

## Administración
Desde octubre de 2019, el condado Burqin se divide en 7 pueblos que se administran en 4 poblados, 2 villas y 1 villa étnica.